# Zbigniew Rau (prawnik)

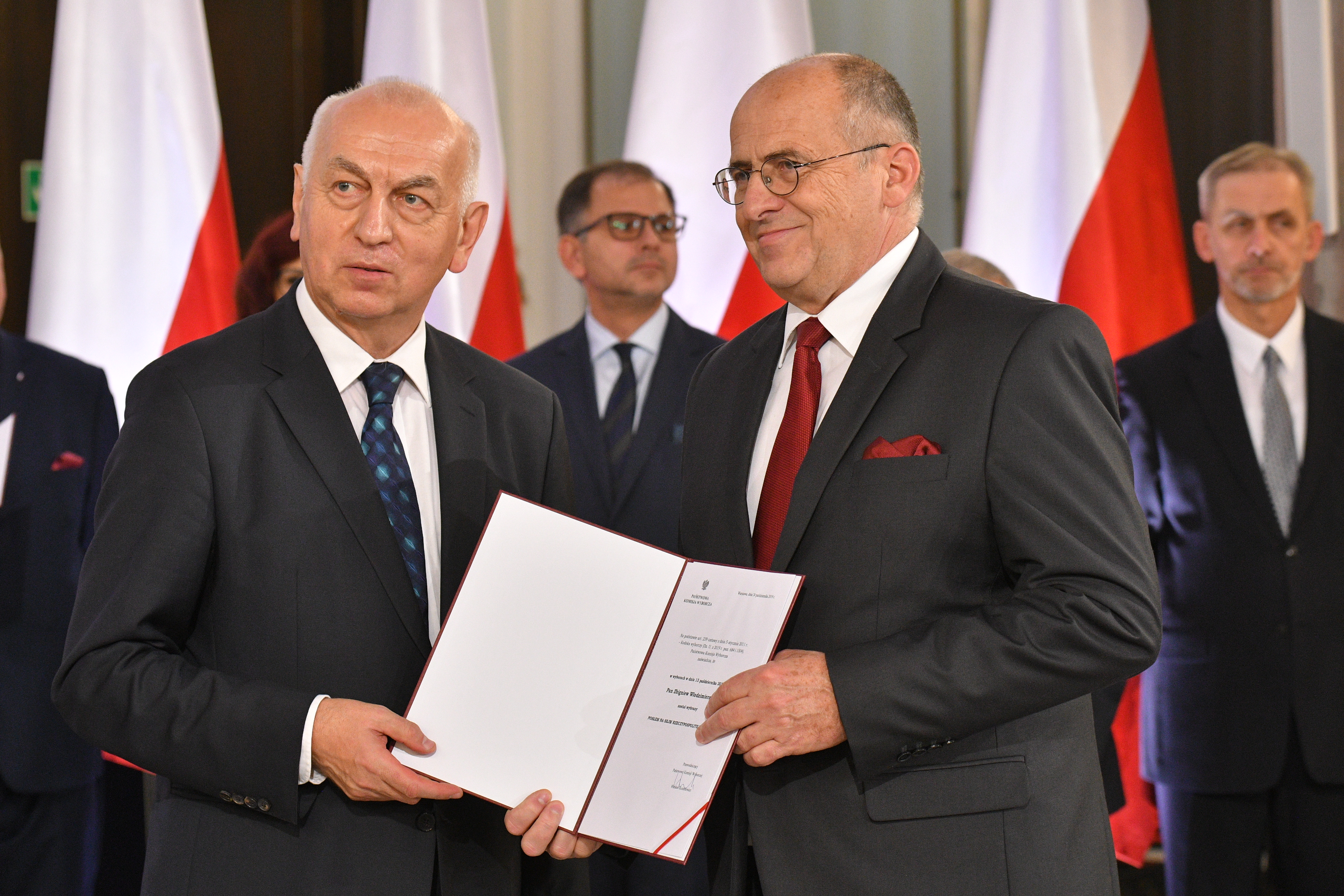
Zbigniew Rau odbierający z rąk przewodniczącego Państwowej Komisji Wyborczej Wiesława Kozielewicza zaświadczenie o wyborze na posła IX kadencji (2019)

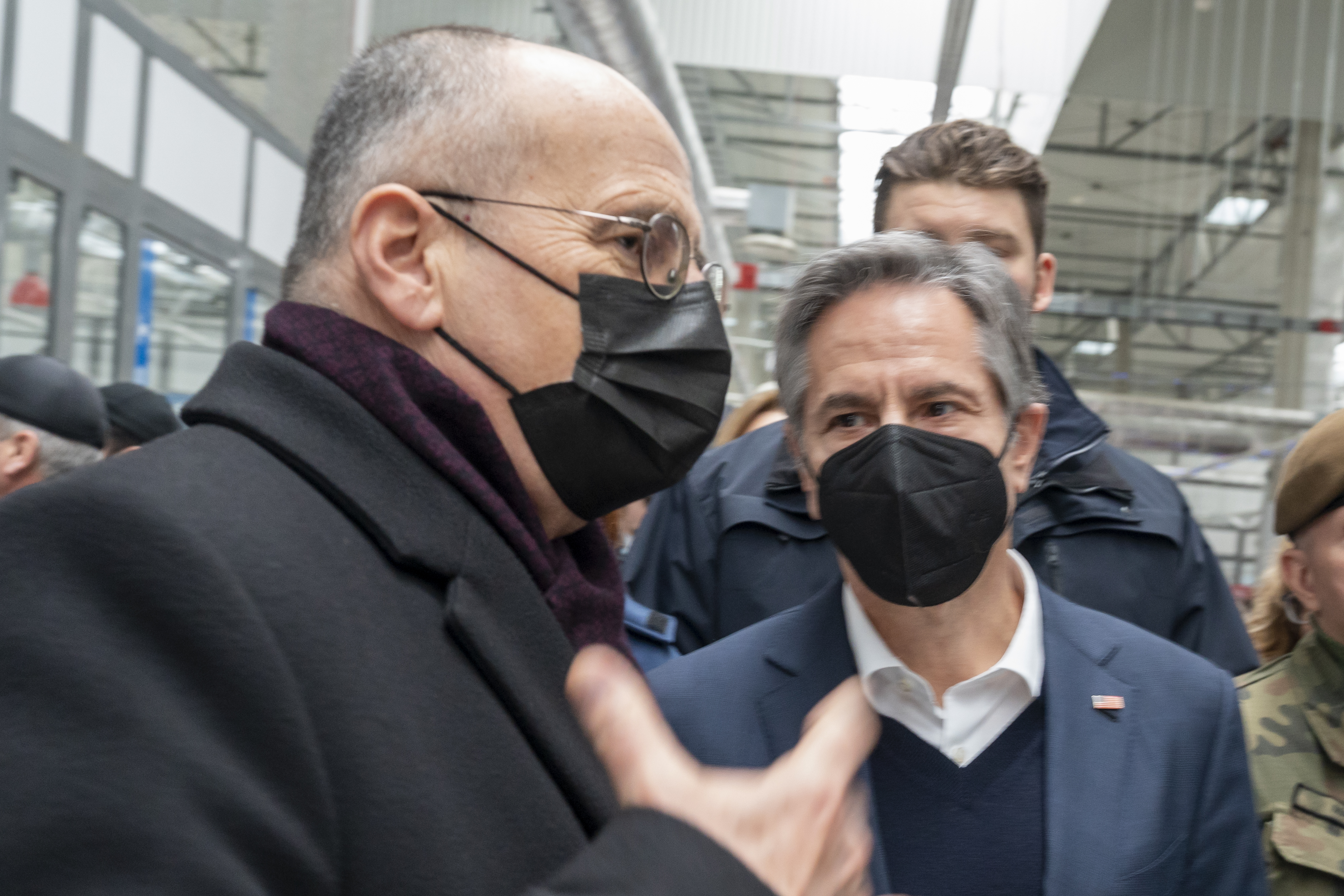
Minister spraw zagranicznych Zbigniew Rau i sekretarz stanu USA Antony Blinken w punkcie recepcyjnym przyjmującym uchodźców ukraińskich w Korczowej (2022)

Zbigniew Włodzimierz Rau (ur. 3 lutego 1955 w Łodzi) – polski polityk, prawnik i nauczyciel akademicki. Profesor nauk prawnych, profesor zwyczajny Uniwersytetu Łódzkiego, kierownik Katedry Doktryn Polityczno-Prawnych oraz Centrum Myśli Polityczno-Prawnej im. Alexisa de Tocqueville’a UŁ. Senator VI kadencji (2005–2007), wojewoda łódzki (2015–2019), poseł na Sejm IX i X kadencji (od 2019), minister spraw zagranicznych w drugim rządzie Mateusza Morawieckiego (2020–2023), przewodniczący OBWE (2022).

## Życiorys
Syn Zygmunta i Zdzisławy. W 1977 ukończył studia na Wydziale Prawa i Administracji Uniwersytetu Łódzkiego. Pracował początkowo jako bibliotekarz stażysta i młodszy bibliotekarz w Bibliotece Uniwersytetu Łódzkiego. W 1980 wstąpił do NSZZ „Solidarność”.
W 1982 uzyskał stopień doktora nauk prawnych na Wydziale Prawa i Administracji UŁ. Od 1981 długoletni stypendysta i wykładowca uczelni w Niemczech, Holandii, Wielkiej Brytanii, USA i Australii. Pracował m.in. w Max-Planck-Institut für Geschichte w Getyndze, w Trinity College w Cambridge oraz na Uniwersytecie Teksańskim w Austin. Przełożył i opatrzył komentarzem polskie wydanie Dwóch traktatów o rządzie Johna Locke’a z 1992.
W 1995 został pracownikiem naukowym Uniwersytetu Łódzkiego. W 1996 habilitował się na WPiA UŁ, pracę habilitacyjną stanowiła rozprawa pt. Contractarianism versus Holism: Reinterpreting Locke’s Two Treatises of Government. Rok później został kierownikiem Zakładu Doktryn Polityczno-Prawnych. Od 1998 był pełnomocnikiem rektora ds. Filii Uniwersytetu Łódzkiego w Tomaszowie Mazowieckim. Z funkcji tej zrezygnował po uzyskaniu w 2019 mandatu poselskiego. Od 2001 kierował Katedrą Filozofii Prawa i Etyki w Salezjańskiej Wyższej Szkole Ekonomii i Zarządzania w Łodzi. W 2005 otrzymał tytuł naukowy profesora nauk prawnych. Został kierownikiem Katedry Doktryn Polityczno-Prawnych na UŁ, a w 2007 objął funkcję kierownika Centrum Myśli Polityczno-Prawnej im. Alexisa de Tocqueville’a. Został też członkiem rady naukowej kwartalnika „Prawo i Więź”. Doktoraty pod jego kierunkiem napisali m.in. Tomasz Tulejski (2002), Maciej Chmieliński (2003) i Kazimierz Michał Ujazdowski (2004).
W 2005 był członkiem Honorowego Komitetu Poparcia Lecha Kaczyńskiego w wyborach prezydenckich. W wyborach parlamentarnych w tym samym roku uzyskał mandat senatora VI kadencji z ramienia Prawa i Sprawiedliwości w okręgu piotrkowskim. Reprezentował polski parlament w Zgromadzeniu Parlamentarnym Rady Europy. W przedterminowych wyborach parlamentarnych w 2007 nie ubiegał się o reelekcję. We wrześniu 2008 znalazł się we władzach stowarzyszenia Ziemia Łódzka XXI. Wchodził także w skład rady ogólnopolskiej ruchu Polska XXI. Był uczestnikiem seminariów lucieńskich organizowanych przez prezydenta Lecha Kaczyńskiego. Został członkiem rady programowej Fundacji im. Janusza Kurtyki.
8 grudnia 2015 został powołany na stanowisko wojewody łódzkiego. W 2018 kwestionował dopuszczalność sprawowania urzędu prezydenta Łodzi przez Hannę Zdanowską w związku z wyrokiem skazującym ją na karę grzywny. Deklarował działania nadzorcze w ramach kompetencji wojewody w razie jej ponownego zwycięstwa w wyborach samorządowych, których jednak nie podjął.
W wyborach w 2019 z ramienia PiS uzyskał mandat posła IX kadencji z okręgu łódzkiego. W związku z tym wyborem 11 listopada 2019 zakończył urzędowanie na funkcji wojewody. W Sejmie objął funkcję przewodniczącego Komisji Spraw Zagranicznych. Był też przewodniczącym delegacji polskiego parlamentu do Zgromadzenia Parlamentarnego Rady Europy. Został też członkiem rady programowej Warsaw Enterprise Institute.
26 sierpnia 2020 prezydent RP Andrzej Duda na wniosek premiera Mateusza Morawieckiego powołał go na stanowisko ministra spraw zagranicznych. W 2022 Zbigniew Rau pełnił funkcję przewodniczącego OBWE. Wstąpił do Prawa i Sprawiedliwości; w wyborach w 2023 został liderem listy tej partii w okręgu łódzkim. W trakcie kampanii wyborczej media ujawniły informacje o postępowaniu w sprawie procederu nielegalnego wydawania polskich wiz obcokrajowcom (w tym z Azji i Afryki) i nielegalnego przerzutu ludzi do USA, w którym mieli brać udział urzędnicy polskiego Ministerstwa Spraw Zagranicznych. Media okrzyknęły proceder ten mianem afery wizowej, Zbigniew Rau zanegował jednak istnienie afery. W wyborach po raz drugi został wybrany do Sejmu, otrzymując 32 387 głosów. 27 listopada tego samego roku zakończył pełnienie funkcji ministra. Wszedł w skład komitetu politycznego PiS.

## Odznaczenia i wyróżnienia
- Srebrny Krzyż Zasługi (2001)[22]
- Medal Komisji Edukacji Narodowej (2007)
- Brązowa Odznaka „Zasłużony dla Ochrony Przeciwpożarowej” (2017)[23]
- Medal Stulecia Utworzenia Policji Państwowej (2019)[24]
- Order „Za zasługi” I klasy (Ukraina, 2022)[25][26]
- Odznaka Honorowa Krzyż Pamięci Szlaku Nadziei (2022)[27]

## Publikacje
Jako autor
- Contractarianism versus Holism: Reinterpreting Locke’s Two Treatises of Government, University Press of America, Lanham 1995.
- From communism to liberalism: Essays on the individual and civil society, Wydawnictwo Uniwersytetu Łódzkiego, Łódź 1998.
- Liberalizm. Zarys myśli politycznej XIX i XX wieku, Fundacja Aletheia, Warszawa 2000.
- Forgotten freedom. In search of the historical foundation of liberalism, Wydawnictwo Uniwersytetu Łódzkiego, Łódź 2004.

Jako redaktor i współredaktor
- The Reemergence of Civil Society in Eastern Europe and the Soviet Union, Westview Press, Boulder 1991.
- Księga cnót (wybór i wstęp), Księgarnia Akademicka, Kraków 2006.
- Umowa społeczna i jej krytycy w myśli politycznej i prawnej, wraz z Maciejem Chmielińskim, Wydawnictwo Naukowe Scholar, Warszawa 2010.
- Tocquevillian Ideas: Contemporary European Perspectives, wraz z Markiem Tracz-Trynieckim, University Press of America, Lanham 2014.
- Bellum iustum versus bellum sacrum. Uniwersalny spór w refleksji średniowiecznej. Konstancja 1414–1418, wraz z Tomaszem Tulejskim, Wydawnictwo Adam Marszałek, Toruń 2014.
- Magna Carta. A Central European Perspective of our Common Heritage of Freedom, wraz z Przemysławem Żurawskim vel Grajewskim i Markiem Tracz-Trynieckim, Routledge, Londyn 2016.
- Doktryna Polaków: Klasyczna filozofia polityczna w dyskursie potocznym, wraz z Katarzyną Staszyńską, Maciejem Chmielińskim i Krzysztofem Zagórskim, Wydawnictwo Uniwersytetu Łódzkiego i Wydawnictwo Naukowe Scholar, Łódź-Warszawa, 2018.

Tłumaczenia
- John Locke, Dwa traktaty o rządzie, seria Biblioteka klasyków filozofii, Wydawnictwo Naukowe PWN, Warszawa 1992.